# Alberto Youssef
Alberto Youssef (Londrina, 6 de outubro de 1967) é um doleiro e empresário brasileiro, que ficou conhecido após o escândalo do Banestado. Em 2014, teve seu nome ligado ao eventos investigados pela Operação Lava Jato, escândalo investigado e que envolve a multinacional brasileira Petrobras. Foi preso em março de 2014 por crimes de lavagem de dinheiro, relacionados aos casos do Banestado e da Operação Lava Jato, iniciando o cumprimento de pena de três anos em regime fechado, passando, em março de 2017, para o regime de prisão domiciliar, com uso de tornozeleira eletrônica.
Em 2016 teve o nome também envolvido no escândalo da Transposição do rio São Francisco, investigado a partir de um desdobramento da Lava Jato, pela Operação Vidas Secas.
Em 2017, no filme brasileiro Polícia Federal: A Lei É para Todos foi interpretado pelo ator Roberto Birindelli, e em 2018, na série da Netflix O Mecanismo, foi interpretado pelo ator Enrique Díaz. A série retrata a corrupção sistêmica brasileira, baseada em fatos da Operação Lava Jato.
Sua pena chegou ao total de 122 anos de prisão, sendo reduzida a três anos, em razão da colaboração com a Justiça em sua delação premiada, considerada uma das mais importantes na operação. Em 6 de agosto de 2024, a Quinta Turma do Superior Tribunal de Justiça (STJ) autorizou Alberto Youssef a retirar a tornozeleira eletrônica. Em 15 de julho de 2025, o ministro do Supremo Tribunal Federal (STF) Dias Toffoli anulou todos os atos da Operação Lava Jato contra Alberto Youssef, sob a justificativa de que ele foi vítima de um "conluio" institucional.

## Vida pessoal
Alberto Youssef é filho de Kalim Youssef, imigrante libanês, e de Antonieta Youssef, brasileira. Quando pequeno, vendia salgados nas ruas de Londrina. Quando ainda adolescente, virou sacoleiro, trazendo mercadoria do Paraguai para revender no Brasil, tendo sido detido cinco vezes com muamba. Foi acusado de comprar em Ciudad del Este produtos encomendados e enviava-os pelos correios aos clientes. Na década de 90 Youssef teve ainda uma casa de câmbio na rua Pará, em Londrina.
Youssef é casado com Joana D'Arc Fernandes da Silva Youssef. Durante o matrimônio, manteve relacionamentos extraconjugais com a doleira Nelma Kodama, condenada a 18 anos de prisão por diversos crimes de corrupção, por nove anos até 2009, e com a modelo Taiana Camargo -que realizou ensaio para a revista masculina Playboy em janeiro de 2015 - entre 2010 e 2014, relações pelas quais enfrenta processo de separação e divórcio por parte de sua esposa.

## Escândalos de corrupção
Youssef era considerado pelos investigadores a engrenagem da corrupção sistêmica no Brasil; fazia as ligações, entregava as maletas de dinheiro, ordenava as transferências, organizava a criação de empresas de fachada, negociava com as empresas contratantes, "cuidava" dos agentes públicos, resolvia problemas entre as diferentes partes do negócio e, se era necessário, pegava um avião privado para transportar uma soma elevada para o outro lado do país. Seus tentáculos chegaram até a obras da Copa do Mundo. Calcula-se que Alberto Youssef chegou a movimentar 2,08 bilhões de reais no caso Banestado e de 10,4 bilhões de reais, no caso Petrobras.

### Banestado
Em 2002 veio à tona o caso do Banestado, quando o banco foi privatizado, sendo comprado pelo Itaú. O Banestado serviu para enviar irregularmente para o exterior 30 bilhões de dólares. Era Youssef que administrava as contas CC5 (de não residentes) que eram utilizadas para essas remessas.  Youssef foi condenado e admitiu ter movimentado 5 milhões de dólares ilegalmente. Ainda em 2002, Youssef foi flagrado acompanhando um pagamento total de 39,6 milhões de reais da Companhia Paranaense de Energia (Copel) numa agência do Banco do Brasil em Curitiba. Segundo o Ministério Público (MP) do estado do Paraná e da Procuradoria Geral do Estado, os recursos se referiam à compra de créditos de ICMS de uma empresa falida, a Óleos e Vegetais Paraná S/A (Olvepar). A transação teve autorização de Ingo Henrique Hubert, então secretário da Fazenda. Youssef e outros envolvidos foram denunciados pelo MP por formação de quadrilha.

### Petrobras
Em 2014 foi divulgado que várias empresas receberam pagamentos de Youssef em nome da Petrobras, investigadas pela Operação Lava Jato. Empresas receberam dinheiro desviado da Refinaria Abreu e Lima, e a Polícia Federal afirmou que parte do dinheiro era destinado ao pagamento de propinas para políticos do PP, PMDB, PT e políticos de outros partidos, e agentes públicos.
Em outubro de 2014, Youssef foi internado em um hospital após sentir-se mal e no dia 26 de outubro de 2014, segundo turno das eleições, surgiram boatos que Youssef estaria morto, entretanto os boatos horas depois foram desmentidos.

#### Delação premiada
Durante a delação premiada que o doleiro fez, segundo o Procurador-Geral da República, Rodrigo Janot, o advogado de Youssef vazou informações de que o réu declarou que Dilma Rousseff e Luiz Inácio Lula da Silva sabiam do esquema de corrupção, fato relatado posteriormente também por outro delator. De acordo com o procurador-geral, o vazamento foi para influenciar as eleições realizadas em outubro. O Partido dos Trabalhadores pediu acesso à delação premiada do doleiro, mas foi negado por Teori Zavascki, ministro relator da Operação Lava Jato no Supremo Tribunal Federal (STF), em razão do segredo de justiça.
Os depoimentos e provas colhidas em decorrência das colaborações, bem como a análise de materiais apreendidos, documentos, dados bancários e interceptações telefônicas, permitiram ao final de 2014 o avanço das apurações em direção às grandes empresas que corromperam os agentes públicos.
Entre os políticos que podem estar envolvidos no recebimento de dinheiro está Gleisi Hoffmann, a quem o doleiro diz ter dado um milhão de reais para a campanha ao senado em 2010. Gleisi e o marido, Paulo Bernardo, negam.
Em dezembro de 2014, o ministro do STF, Teori Zavascki homologou a delação de Youssef. Segundo a Agência Brasil, a homologação da delação de Youssef abriu caminho para que o procurador-geral da República, Rodrigo Janot, proponha denúncia contra políticos citados nos depoimentos e acusados de envolvimento no escândalo.
Em agosto de 2015, o STF confirmou a validade dos depoimentos dados pelo doleiro. O plenário do STF reconheceu por unanimidade a validade dos depoimentos e das provas produzidas com a delação de Youssef.
Em novembro de 2015, o ministro Luís Felipe Salomão, do STJ, autorizou o doleiro Youssef a depor no inquérito que investiga o suposto envolvimento do governador do Rio de Janeiro, Luiz Fernando Pezão, e do ex-governador fluminense Sérgio Cabral, no esquema de corrupção que atuava na Petrobras.
A delação de Yousseff levou a uma série de novas investigações, e desdobramentos da Operação Lava Jato. Em dezembro de 2015, a Polícia Federal deflagrou a Operação Vidas Secas; em entrevista coletiva na sede da PF em Pernambuco, os investigadores confirmaram que as empreiteiras utilizaram as empresas do doleiro Youssef e do operador Adir Assad para maquiar os desvios. O doleiro relatou os pagamentos pela OAS em seu acordo de delação.
Em 2016, em entrevista ao Uol, o advogado Antônio Figueiredo Basto afirmou que se não fosse o acordo de delação premiada de Youssef a Operação Lava Jato não teria avançado. "Nossa missão foi concluída com êxito. Foi o acordo que estruturou a Operação Lava Jato. Então nós estamos muito satisfeitos com o trabalho que foi feito", declarou o advogado. "Ele fez uma contribuição excepcional para a Lava Jato. Proporcionalmente, para a acusação, foi muito bom ter um colaborador como ele", afirmou. "Sem a contribuição dele não teria a Lava Jato, é muito mais importante a contribuição que ele deu do que a pena que ele recebeu. Para a acusação foi muito bom ter um colaborador como ele", concluiu Antônio Fiqueiredo.
Um dos desdobramentos a partir da delação de Youssef é a Operação Descarte, uma operação da Polícia Federal realizada em 1 de março de 2018. A operação objetivou desarticular um esquema de lavagem de dinheiro, teve origem na fiscalização de duas empresas que teriam feito transações com os doleiros Alberto Youssef e Leonardo Meirelles, investigados na Operação Lava Jato.

## Condenações
No dia 06 de maio de 2015 foi condenado por lavagem de dinheiro quando junto com o doleiro Carlos Habib Chater auxiliaram o ex-deputado federal José Janene a ocultar recursos oriundos do publicitário Marcos Valério no mensalão.
Em 20 de julho de 2015 foi condenado por corrupção passiva na ação penal dos desvios da Petrobras juntamente com empreiteiros da Camargo Correa. A pena de Alberto Youssef nesta ação seria de 8 anos e 4 meses de reclusão. Entretanto, devido ao acordo de delação premiada, cumprirá 3 anos em regime fechado, ainda que sobrevenham condenações em outros processos e unificações, salvo em quebra de acordo. A pena do doleiro já é descontada desde quando foi preso, no dia 17 de março de 2014.
Em junho de 2017 foi condenado pelo juiz Fernando Fischer, da 2ª Vara Criminal de Curitiba, no caso conhecido como "Copel/Olvepar".
Em outubro de 2017 foi condenado pelo juiz Joaquim Pereira Alves, da 3.ª Vara Criminal de Maringá, por envolvimento em desvios na Prefeitura da cidade do interior do Paraná. A pena é de 5 anos, 1 mês e 20 dias por "apropriar-se de bens ou rendas públicas, ou desviá-los em proveito próprio ou alheio", segundo a denúncia.